# Allerheiligenkirche (Straßburg)

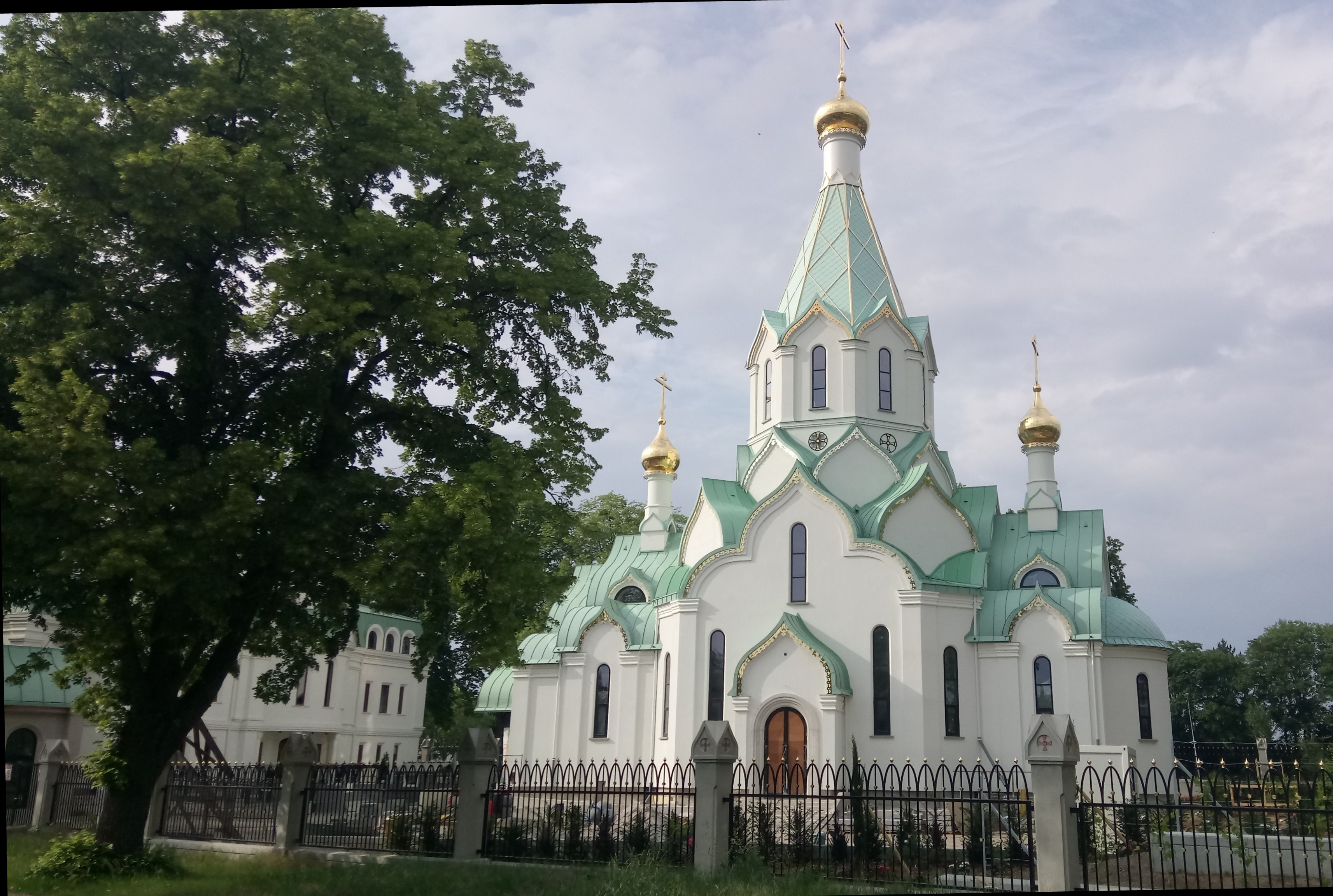

Die Allerheiligenkirche (russisch Храм Всех Святых, transkribiert Chram Wsech Swyatych) ist eine stauropegische russisch-orthodoxe Kirche in Straßburg.

## Geschichte
Eine russisch-orthodoxe Pfarrei in Straßburg entstand 2003. Sie gehörte zuerst zur Eparchie Korsun, 2004 wurde sie direkt dem Moskauer Patriarchat unterstellt. Für Gottesdienste wurden gemietete Räume genutzt. Während seines Besuchs in Straßburg am 2. Oktober 2007 schlug der Patriarch von Moskau und der ganzen Rus Alexius II. den lokalen Behörden vor, ein Grundstück für einen Kirchenbau zur Verfügung zu stellen. Im März 2011 wurde im Zentrum Straßburgs, in der Nähe der europäischen Institutionen, ein 0,5 Hektar großes Grundstück der Pfarrei übergeben. Von 2014 bis 2017 wurde dort nach Entwürfen der Architekten Dmitri Pschenitschnikow und Mischel Arnold eine Steinzeltdachkirche errichtet. Kuppeln, Kreuze und Zelte wurden in Russland hergestellt. Die Gesamthöhe der Kirche einschließlich Kreuz beträgt 42 m. Sie bietet Platz für 300 Gottesdienstteilnehmer.
Die Kirche wurde am 19. Mai 2017, in Anwesenheit des Bürgermeisters von Straßburg, eröffnet. Am 23. Dezember 2018 wurde die Kirche von Bischof von Korsun geweiht, am 26. Mai 2019 nochmals von Patriarch Kirill.